# 050 (雑誌)
『050』（ゼロ・ゴ・ゼロ）は、徳島県に本社を置くあわわが刊行していた、徳島県を対象地域とする月刊のタウン情報誌。

## 概要
2002年4月に創刊。毎月25日に発行していた。
40・50代向けの内容に編集されており、レジャースポットやグルメの紹介、趣味や習い事などの情報が掲載されていた。
2012年5月に『あわわ』が『あわわfree』としてフリーペーパー化することに伴い050は休刊し、ASAと統合してGeenを創刊。